# FAPTV
FAPTV là một nhóm hài YouTube tại Việt Nam được thành lập vào ngày 14/02/2014 bởi các thành viên: Đạo diễn Trần Đức Viễn, Rapper Thái Vũ (BlackBi), AT117 (tài trợ về thiết bị) và người mẫu ảnh Ribi Sachi với niềm đam mê về nghệ thuật, mong muốn tạo ra điều khác biệt so với các nội dung video trên các mạng xã hội.